# فلويد بنجامين ستريتر
فلويد بنجامين ستريتر (بالإنجليزية: Floyd Benjamin Streeter)‏ هو مؤرخ وأمين مكتبة أمريكي، ولد في 1888، وتوفي في 1956.